# کلاته شاه‌میر
کلاته شاه‌میر یک روستا در ایران است که در دهستان فاروج واقع شده‌است. کلاته شاه‌میر ۴۵ نفر جمعیت دارد.